# René Tassin de Montaigu
 (avril 2015).
 (avril 2015).
Si vous disposez d'ouvrages ou d'articles de référence ou si vous connaissez des sites web de qualité traitant du thème abordé ici, merci de compléter l'article en donnant les références utiles à sa vérifiabilité et en les liant à la section « Notes et références ».
Pour les autres membres de la famille, voir Famille Tassin de Charsonville.
René Tassin de Montaigu, né le 22 janvier 1897 à Paris et mort le 11 juin 1994 dans la même ville, est un ingénieur de l’École des mines qui a été membre du Conseil économique et social.

## Biographie
Fils du comte Henri Tassin de Montaigu et de Constance Brugière de Barante, il fut directeur de la Compagnie française des pétroles de 1936 à 1957. Officier de la Légion d'honneur à titre militaire (1914-1918), il siège au Conseil économique et social.
Grand amateur d'art contemporain, sa collection comportait des œuvres de Gaston Chaissac, Robert Delaunay, Arman, Jean Fautrier, Yves Klein, Daniel Buren, Martial Raysse,Christo, Daniel Spoerri, Michelangelo Pistoletto, Lucio Fontana, Wols, Kurt Schwitters, Jean Dubuffet, Victor Brauner, Jean Arp, Max Ernst, Tinguely, Niki de Saint Phalle, Pierre Bettencourt, Robert Malaval, Jim Dine, Andy Warhol, Roy Lichtenstein, Alix Rist, ... et bien d'autres′. À ce titre, il devient membre du Conseil d'administration de l'association Les Amis du Centre Georges Pompidou, musée auquel il lègue en 1979 Aile de papillon, huile sur toile de Wols.
En 1990, il fait don au musée d'art moderne de la ville de Paris d'une peinture de Jean Fautrier.
Il fut propriétaire du château de Pasmoulet à Orléat dans le Puy-de-Dôme.